# Nguyễn Trung Hiếu
Nguyễn Trung Hiếu (sinh năm 1959) là một chính khách Việt Nam. Theo Quyết định 252 của Ban Bí thư về công tác cán bộ, từ ngày 25 tháng 6 năm 2016, Nguyễn Trung Hiếu được chỉ định giữ chức vụ Phó Trưởng Ban Chỉ đạo Tây Nam Bộ.
Trước đó từ 10 tháng 12 năm 2010, ông giữ chức vụ Chủ tịch Ủy ban nhân dân tỉnh kiêm Phó Bí thư Tỉnh ủy Sóc Trăng.

## Tiểu sử
- Ông sinh năm 1959, quê ở huyện Vĩnh Châu (nay là Thị xã Vĩnh Châu)(Sóc Trăng), cử nhân chính trị; trình độ chuyên môn: Đại học Luật. Trước 2007, ông là Phó Chủ tịch UBND tỉnh Sóc Trăng kiêm Phó Bí thư tỉnh Sóc Trăng.

## Quá trình công tác
- 01/1975-5/1975: Du kích xã Vĩnh Phước, huyện Vĩnh Châu, tỉnh Sóc Trăng
- 5/1975-12/1976: Học Trường thiếu sinh quân, thị xã Sóc Trăng, tỉnh Sóc Trăng
- 12/1976-3/1977: Học Trường Bổ túc Công nông, huyện Vĩnh Châu, tỉnh Sóc Trăng
- 3/1977-10/1978: Học Trường Bổ túc Công nông, thị xã Sóc Trăng
- 10/1978-4/1979: Học Trường Bổ túc Công nông, tỉnh Cần Thơ
- 4/1979-01/1980: Công tác tại huyện đoàn, huyện Vĩnh Châu, tỉnh Sóc Trăng
- 01/1980-9/1983: Phó Bí thư huyện đoàn, huyện Vĩnh Châu, tỉnh Sóc Trăng
- 9/1983-6/1985: Học viên Trường Nguyễn Ái Quốc II, tại TP Hồ Chí Minh
- 6/1985-10/1993: Huyện ủy viên, Bí thư chi bộ, Bí thư huyện đoàn Vĩnh Châu, tỉnh Sóc Trăng
- 10/1993-6/1996: Huyện ủy viên, Bí thư xã Vĩnh Tân, huyện Vĩnh Châu, tỉnh Sóc Trăng
- 6/1996-4/1997: Ủy viên Ban Thường vụ Huyện ủy; Trưởng ban Dân vận, Chủ tịch UBMTTQ huyện Vĩnh Châu, tỉnh Sóc Trăng
- 4/1997-7/2000: Phó Trưởng ban Tổ chức tỉnh ủy, tỉnh Sóc Trăng
- 7/2000-6/2003: Bí thư tỉnh Đoàn, tỉnh Sóc Trăng; Ủy viên ban chấp hành tỉnh ủy
- 6/2003-12/2005: Tỉnh ủy viên, Phó Bí thư thị ủy, Chủ tịch Ủy ban nhân dân thị xã Sóc Trăng
- 12/2005-8/2008: Ủy viên Ban Thường vụ Tỉnh ủy, Bí thư Thành ủy, Chủ tịch HĐND thành phố Sóc Trăng
- 8/2008-9/2010: Ủy viên Ban Thường vụ Tỉnh ủy, Phó Chủ tịch Ủy ban nhân dân tỉnh Sóc Trăng; Đại biểu Quốc hội khóa XI
- 9/2010 đến nay: Phó Bí thư Tỉnh ủy, Chủ tịch Ủy ban nhân dân tỉnh Sóc Trăng; Đại biểu HĐND tỉnh Sóc Trăng nhiệm kỳ 2011 - 2016.
- Từ ngày 10 tháng 12 năm 2010, ông được bầu giữ chức vụ Chủ tịch UBND tỉnh kiêm Phó Bí thư Tỉnh ủy Sóc Trăng
- Kỳ họp thứ 19, HĐND tỉnh Sóc Trăng khóa VII cũng đã bầu ông làm Chủ tịch Ủy ban nhân dân tỉnh nhiệm kỳ 2007 - 2011 thay cho ông Huỳnh Thành Hiệp nghỉ hưu theo cheo chế độ.
- Ngày 22 tháng 06 năm 2011: Ông được Hội đồng nhân dân Tỉnh Sóc Trăng bầu làm Chủ tịch Ủy ban nhân dân Tỉnh Sóc Trăng nhiệm kỳ 2011-2016 thay cho ông Huỳnh Thành Hiệp về hưu theo chế độ.

Từ ngày 25 tháng 6 năm 2016 - nay, theo Quyết định 252 Ban Bí thư Trung ương về công tác cán bộ ông được chỉ định giữ chức Phó Trưởng ban Chỉ đạo Tây Nam Bộ.